# Tourneville-sur-Mer
Tourneville-sur-Mer ist eine französische Gemeinde mit 1668 Einwohnern (Stand 1. Januar 2022) im Département Manche in der Region Normandie. Die Gemeinde gehört zum Arrondissement Coutances zum Kanton Quettreville-sur-Sienne und zum Gemeindeverband Coutances Mer et Bocage.
Sie entstand mit Wirkung vom 1. Januar 2023 als Commune nouvelle durch Zusammenlegung der bis dahin selbstständigen Gemeinden Lingreville und Annoville, die fortan den Status von Communes déléguées besitzen. Der Verwaltungssitz befindet sich in Lingreville.

## Gemeindegliederung
| Commune déléguée              | Ehemaliger INSEE-Code | PLZ   | Fläche (km²) | Einwohnerzahl (2022) |
| ----------------------------- | --------------------- | ----- | ------------ | -------------------- |
| Lingreville (Verwaltungssitz) | 50272                 | 50660 | 9,04         | 1.031                |
| Annoville                     | 50015                 | 50660 | 8,47         | 0637                 |

## Geographie
Tourneville-sur-Mer liegt im Süden der Halbinsel Cotentin an der Küste zum Ärmelkanal (Golf von Saint-Malo) ca. 12,5 Kilometer südwestlich von Coutances und 13,5 Kilometer nördlich von Granville.
Der Canal du Passerin durchquert, umgeben von kleinen Seen, das Gemeindegebiet.
Umgeben wird Tourneville-sur-Mer von den vier Nachbargemeinden:
| Ärmelkanal | Hauteville-sur-Mer                          |                         |
| Ärmelkanal | Kompassrose, die auf Nachbargemeinden zeigt | Quettreville-sur-Sienne |
| Ärmelkanal | Bricqueville-sur-Mer                        | Muneville-sur-Mer       |

## Sehenswürdigkeiten
| Name                                  | Ort         | Bemerkungen                                                                                         | Bild |
| ------------------------------------- | ----------- | --------------------------------------------------------------------------------------------------- | ---- |
| Kirche Saint-Martin                   | Lingreville | Erbaut im 13. Jahrhundert mit denkmalgeschützten Statuen aus dem 13. bis 16. Jahrhundert im Inneren |      |
| Pfarrkirche Notre-Dame d’Anneville    | Annoville   | Teilweise aus dem 13. Jahrhundert, mit denkmalgeschützten Einrichtungsstücken                       |      |
| Pfarrkirche Notre-Dame de Tourneville | Annoville   | Erbaut im 18. Jahrhundert, mit denkmalgeschützten Einrichtungsstücken                               |      |
| Schloss Annoville                     | Annoville   | Aus dem 17. Jahrhundert, in Privatbesitz                                                            |      |

## Bildung
Die Gemeinde verfügt über eine öffentliche Vor- und Grundschule François-Hypolite Garnier in Lingreville mit 81 Schülern im Schuljahr 2022/2023.

## Wirtschaft

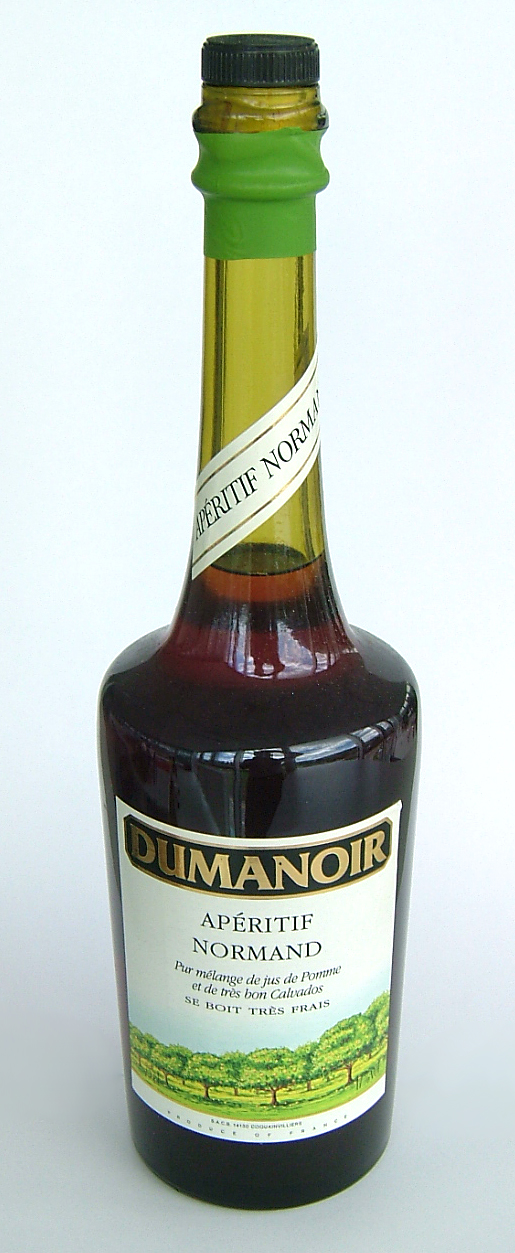
Flasche Pommeau

Tourneville-sur-Mer liegt in den Zonen AOC
- des Calvados,
- des Pommeau de Normandie,
- des Camembert de Normandie,
- des Pont-l’Évêque und
- der Prés-salés du Mont-Saint-Michel, Fleisch von Lämmern, die auf den Wattwiesen aufgezogen werden.[3]

## Verkehr
Die Route départementale 20 durchquert die Gemeinde in Nordsüdrichtung und verbindet sie mit Coutances im Norden und Bréhal im Süden.